# 퀵메뉴 셀렉션
퀵메뉴 셀렉션은 근접인식 반응형 팝업 디스플레이이며, 현대모비스가 개발했다.

## 상세
2022년 11월 17일, 첫 공개됐다. 퀵메뉴 셀렉션은 사용자가 차량용 디스플레이에 접근하면 사용 빈도가 높은 세부 메뉴를 자동으로 팝업해 주며, 메뉴를 넘기는 제스처만으로도 원하는 메뉴를 찾을 수 있게 돕는다.
퀵메뉴 셀렉션은 시간차 발광 센싱 기술을 활용하여 센서 수량을 최소화했다. 또한, 손 모양과 방향 인식 정확도를 높이기 위하여 인식 알고리즘을 기반해 자동 캘리브레이션 기능을 적용했다. 더불어, 사용자가 사용하기 쉽도록 센싱 거리와 위치를 인식하는 반응형 UX/UI 솔루션도 탑재했다.
퀵메뉴 셀렉션은 적외선 센서를 차량 내 위치 센싱에 적용한 세계 최초 사례이다.

## 같이 보기
- 현대모비스
- 현대자동차그룹